# Deathhammer
Deathhammer – ósmy album studyjny holenderskiego zespołu muzycznego Asphyx. Wydawnictwo ukazało się 27 lutego 2012 roku nakładem wytwórni muzycznej Century Media Records. Materiał został zarejestrowany Harrow Studio i The Morser Studio. Miksowanie i mastering odbył się w Unisound Studio. Oprawę graficzną płyty wykonał Axel Hermann mający w dorobku współpracę z m.in. takimi zespołami jak: Morgoth, Unleashed, Samael, czy Grave. Była to ostatnia płyta nagrana z udziałem oryginalnego perkusisty Asphyx - Bobem Bagchusem, który opuścił zespół w 2014 roku ze względów osobistych.
Nagrania były promowane teledyskiem do utworu „Deathhammer”, który wyreżyserował Maurice Swinkels. Album dotarł do 67. miejsca niemieckiej listy przebojów – Media Control Charts.

## Lista utworów
Opracowano na podstawie materiału źródłowego.
| Nr  | Tytuł utworu                       | Długość |
| --- | ---------------------------------- | ------- |
| 1.  | „Into the Timewastes”              | 3:40    |
| 2.  | „Deathhammer”                      | 2:27    |
| 3.  | „Minefield”                        | 7:28    |
| 4.  | „Of Days When Blades Turned Blunt” | 3:22    |
| 5.  | „Der Landser”                      | 6:54    |
| 6.  | „Reign of the Brute”               | 2:59    |
| 7.  | „The Flood”                        | 3:03    |
| 8.  | „We Doom You to Death”             | 6:44    |
| 9.  | „Vespa Crabro”                     | 2:50    |
| 10. | „As the Magma Mammoth Rises”       | 7:51    |
|     |                                    | 47:18   |

| Bonus CD | Bonus CD                                 | Bonus CD |
| Nr       | Tytuł utworu                             | Długość  |
| -------- | ---------------------------------------- | -------- |
| 1.       | „Der Landser” (wersja niemieckojęzyczna) | 6:58     |
| 2.       | „Death The Brutal Way” (2008)            | 3:38     |
| 3.       | „Os Abysmi Vel Daath”                    | 4:52     |
| 4.       | „Bestial Vomit”                          | 2:58     |
| 5.       | „We Doom You To Death” (2010)            | 6:44     |
|          |                                          | 25:10    |

## Twórcy
Opracowano na podstawie materiału źródłowego.
| Zespół Asphyx w składzie - Bob Bagchus – perkusja - Martin van Drunen – wokal prowadzący - Paul Baayens – gitara, realizacja nagrań - Alwin Zuur – gitara basowa |  | Inni - Carsten Drescher – oprawa graficzna - Dan Swanö – miksowanie, mastering - Klaus Richter, Chérie Goewie, Lena Wurm, Bert Harmsen, Wiebke Hörmann, Dario Dumancic, Marcel Klaster, Dariusz Lasak – zdjęcia - Axel Hermann – okładka, ilustracje - César Valladares – ilustracje - Harry Wijering – realizacja nagrań |